# Mycalesis palawana
Mycalesis palawana är en fjärilsart som beskrevs av Hans Fruhstorfer 1908. Mycalesis palawana ingår i släktet Mycalesis och familjen praktfjärilar. Inga underarter finns listade i Catalogue of Life.